# وكل ما نفترق (مسلسل)
وكل ما نفترق هو مسلسل تلفزيوني مصري عرض في رمضان 1442هـ/2021م.

## قصة المسلسل
يتناول العمل قصة نور، والتي تقرر عائلة زوجها حسام التخلص منها بعد اكتشاف أسرارهم، ولكن سرعان ما تعود نور للحياة وتبدأ في البحث عن ابنتها المخطوفة والانطلاق في مغامرة بين الماضي والحاضر رفقة شقيقتها زينب.

## طاقم العمل
- ريهام حجاج بدور نور-مأمونة-زينب
- عمرو عبد الجليل بدور العمدة سعدون
- أحمد فهمي بدور حسام
- طارق عبد العزيز بدور الشيخ المواردي
- محمد الشرنوبي بدور جوهري
- أيتن عامر بدور حنين مخلوف
- سلوى خطاب بدور نعمت
- هاجر أحمد بدور وداد
- رحاب الجمل بدور نجمة
- محمد جمعة بدور عشماوي
- هند عبد الحليم بدور راوية